# Карузо, Пиппо
Пиппо Карузо, настоящее имя Джузеппе Карузо (22 декабря 1935 — 28 мая 2018) — итальянский композитор, дирижёр, аранжировщик и продюсер.

## Биография
Родился на Сицилии, коммуна Бельпассо (провинция Катания).
Учился в Катанийском университете. Начиная с 1966 года начинает писать саундтреки к фильмам. Широкая известность к Карузо пришла после участия в телевизионных передачах (как дирижёра оркестров), куда его пригласил его университетский товарищ Пиппо Баудо, пианист и телеведущий, один из основателей итальянского телевидения.
Впоследствии Пиппо Карузо стал дирижёром римского и миланского оркестров итальянской государственной телерадиокомпании RAI, управлял оркестром фестиваля Сан-Ремо. За свою творческую жизнь он работал со многими итальянскими певцами и композиторами: Доменико Модуньо, Орнелла Ванони, Эдуардо Де Крешенцо, Миа Мартини, Бруно Лайтман, Лино Тоффоло, рок-группа New Trolls, Энцо Уиттакер, Альберто Сорди, Энрико Монтесано, Ориетта Берти, Пиппо Франко, Лоретта Годжи, Нино Таранто, Лино Банфи, Умберто Смайла, Альберто Лионелло, Сандра Монандини, при этом его песни Maestro di violino, L'amore è, Ancora, Johnny Bassotto, Isotta, La tartaruga были первыми в хит-парадах.
Для балерин и актрис Лореллы Куккарини и Хезер Паризи он написал балеты и песни, помогая им дебютировать.
Пиппо Карузо является автором мелодий к скандальному фильму «Распутное детство».
Кроме композиторской и дирижёрской деятельности Пиппо Карузо занимался организацией гастролей по Италии артистов: Лайзы Миннелли, Селин Дион, Майкла Болтона, Джорджа Бенсона, Андреаса Фолленвайдера, Кати Риччарелли, Андреа Бочелли, Джорджии, Кенни Джи, Шарля Азнавура, Жильбера Беко, Майкла Бубле, Патрика Мэтини.

## Частная жизнь
Пиппо Карузо активно занимался защитой природы, исчезающих растений и животных.

## Фильмография
- Убейте Джонни Ринго (Uccidete Johnny Ringo), режиссёр Джанфранко Банданелло, (1966)
- Кто? (Chi?) (телевизионная передача), (1976)
- Распутное детство (Maladolescenza), режиссёр Пьер Джузеппе Мурджа (1977)
- Глаз за стеной (L’occhio dietro la parete), режиссёр Джулиано Петрелли, (1977)
- Свинское общество (Porca società), режиссёр Луиджи Руссо, (1978)
- Обработанные - истории секса и насилия (Le evase — Storie di sesso e di violenze), режиссёр Джованни Брузадори, (1978)
- Свиньи со страницы 38 (Porci con la P.38), режиссёр Джианфранко Пагани, (1979)
- Полосатый (Stripy) (телевизионный сериал), режиссёр Гуидо Маули, (1984)
- Три года (Tre anni) (телевизионный мини-сериал), режиссёр Сальваторе Ночита, (1978)
- Дом Цецилии (Casa Cecilia) (телевизионный сериал), режиссёр Витторио Де Систи, (1982)